# Tadżykistan na Letnich Igrzyskach Olimpijskich 2024
Tadżykistan na Letnich Igrzyskach Olimpijskich 2024 – występ kadry sportowców reprezentujących Tadżykistan na igrzyskach olimpijskich, które odbyły się w Paryżu we Francji, w dniach 26 lipca – 11 sierpnia 2024.
Reprezentacja Tadżykistanu liczyła czternaścioro zawodników – trzy kobiety i jedenastu mężczyzn, którzy wystąpili w 6 dyscyplinach.
Był to ósmy start Tadżykistanu na letnich igrzyskach olimpijskich.

## Zdobyte medale
Tadżycy zdobyli trzy medale, wszystkie brązowe – boksera Dawlata Boltajewa oraz judoków Somona Machmadbiekowa i Temura Rachimowa. Był to trzeci wynik w dotychczasowej historii startów tego państwa na letnich igrzyskach olimpijskich i najlepszy występ od igrzysk w Rio de Janeiro w 2016.
| Data       | Medal | Zawodnik            | Dyscyplina | Konkurencja      |
| ---------- | ----- | ------------------- | ---------- | ---------------- |
| 30 lipca   | Brąz  | Somon Machmadbiekow | Judo       | -81 kg mężczyzn  |
| 2 sierpnia | Brąz  | Temur Rachimow      | Judo       | +100 kg mężczyzn |
| 4 sierpnia | Brąz  | Dawlat Boltajew     | Boks       | -92 kg mężczyzn  |

## Reprezentanci

### Boks
| Zawodnik          | Konkurencja  | 1/16             | 1/8                 | Ćwierćfinał      | Półfinał         | Finał            | Finał   | Źródło |
| Zawodnik          | Konkurencja  | Przeciwnik Wynik | Przeciwnik Wynik    | Przeciwnik Wynik | Przeciwnik Wynik | Przeciwnik Wynik | Miejsce | Źródło |
| ----------------- | ------------ | ---------------- | ------------------- | ---------------- | ---------------- | ---------------- | ------- | ------ |
| Dawlat Boltajew   | -92 kg (m)   | BYE              | Kushitashvili W 3–2 | Marley W 4-1     | Mullajonov P 1-4 | NQ               | brąz    | [ 1 ]  |
| Midżgona Samadowa | -57 kg (k)   | Mendoza P 2–3    | NQ                  | NQ               | NQ               | NQ               | NQ      | [ 2 ]  |
| Bachodur Usmonow  | -63,5 kg (m) | Rosenov P 0–5    | NQ                  | NQ               | NQ               | NQ               | NQ      | [ 3 ]  |

### Judo
| Zawodnik                | Konkurencja | 1/32                   | 1/16             | Ćwierćfinał           | Półfinał         | Repasaże           | Finał / 3. miejsce | Finał / 3. miejsce | Źródła |
| Zawodnik                | Konkurencja | Przeciwnik Wynik       | Przeciwnik Wynik | Przeciwnik Wynik      | Przeciwnik Wynik | Przeciwnik Wynik   | Przeciwnik Wynik   | Pozycja            | Źródła |
| ----------------------- | ----------- | ---------------------- | ---------------- | --------------------- | ---------------- | ------------------ | ------------------ | ------------------ | ------ |
| Nurali Emomali          | -66 kg (m)  | BYE                    | Shmailov W 01–00 | Abe P 00–10           | NQ               | Bunčić P 00–10     | NQ                 | NQ                 | [ 4 ]  |
| Behruzi Chodżazoda      | -73 kg (m)  | Margelidon P 00–01     | NQ               | NQ                    | NQ               | NQ                 | NQ                 | NQ                 | [ 5 ]  |
| Somon Machmadbiekow     | -81 kg (m)  | Badawi W 10–00         | de Wit W 01–00   | Grigalashvili P 00–01 | NQ               | Boltaboyev W 10–00 | Esposito W 10–00   | brąz               | [ 6 ]  |
| Dżachongir Madżidow     | -100 kg (m) | Diesse P 00–10         | NQ               | NQ                    | NQ               | NQ                 | NQ                 | NQ                 | [ 7 ]  |
| Temur Rachimow          | +100 kg (m) | BYE                    | Abramov W 10–01  | Yusupov W 11–01       | Riner P 00–10    | —                  | Granda W 01–00     | brąz               | [ 8 ]  |
| Komronszoch Ustopirijon | -90 kg (m)  | Mosakhlishvili P 00–10 | NQ               | NQ                    | NQ               | NQ                 | NQ                 | NQ                 | [ 9 ]  |

### Lekkoatletyka
| Zawodnik         | Konkurencja       | Runda 1  | Runda 1 | Runda 2  | Runda 2 | Półfinał | Półfinał | Finał    | Finał   | Pozycja | Źródło |
| Zawodnik         | Konkurencja       | Rezultat | Pozycja | Rezultat | Pozycja | Rezultat | Pozycja  | Rezultat | Pozycja | Pozycja | Źródło |
| ---------------- | ----------------- | -------- | ------- | -------- | ------- | -------- | -------- | -------- | ------- | ------- | ------ |
| Faworis Muzrapow | bieg na 100 m (m) | 10.60    | 18.     | NQ       | NQ      | NQ       | NQ       | NQ       | NQ      | NQ      | [ 10 ] |

### Pływanie
| Zawodnik               | Konkurencja           | Eliminacje | Eliminacje | Półfinał | Półfinał | Finał | Finał | Źródło |
| Zawodnik               | Konkurencja           | Czas       | Poz.       | Czas     | Poz.     | Czas  | Poz.  | Źródło |
| ---------------------- | --------------------- | ---------- | ---------- | -------- | -------- | ----- | ----- | ------ |
| Jekatierina Bordaczowa | 50 m st. dowolnym (k) | 28.85      | 53.        | NQ       | NQ       | NQ    | NQ    | [ 11 ] |
| Fachriddin Madkamow    | 50 m st. dowolnym (m) | 26.23      | 56.        | NQ       | NQ       | NQ    | NQ    | [ 12 ] |

### Taekwondo
| Zawodnik            | Konkurencja | 1/8 finału       | Ćwierćfinał      | Półfinał         | Repesaż          | Finał / 3.miejsce | Finał / 3.miejsce | Źródło |
| Zawodnik            | Konkurencja | Przeciwnik Wynik | Przeciwnik Wynik | Przeciwnik Wynik | Przeciwnik Wynik | Przeciwnik Wynik  | Pozycja           | Źródło |
| ------------------- | ----------- | ---------------- | ---------------- | ---------------- | ---------------- | ----------------- | ----------------- | ------ |
| Munira Abdusalomowa | +67 kg (k)  | Laurin P 0-2     | NQ               | NQ               | Brandl P 0-2     | NQ                | NQ                | [ 13 ] |

### Zapasy
| Zawodnik        | Konkurencja          | 1/8 finału        | Ćwierćfinał      | Półfinał         | Repesaż          | Finał            | Finał   | Źródło |
| Zawodnik        | Konkurencja          | Przeciwnik Wynik  | Przeciwnik Wynik | Przeciwnik Wynik | Przeciwnik Wynik | Przeciwnik Wynik | Pozycja | Źródło |
| --------------- | -------------------- | ----------------- | ---------------- | ---------------- | ---------------- | ---------------- | ------- | ------ |
| Wiktor Rassadin | -74 kg st. wolny (m) | Kujumtsidis W 8-2 | Lu W 7-4         | Żamałow P 2-8    | Walijew P 2-6    | NQ               | 5.      | [ 14 ] |